# Bob Hodges
Robert Fields Hodges, detto Bob (Kinston, 17 agosto 1930 – Greenville, 21 settembre 2012), è stato un cestista statunitense.

## Carriera
Dopo la carriera universitaria alla East Carolina University, venne selezionato dai Philadelphia Warriors all'ottavo giro del Draft NBA 1954 (63ª scelta assoluta). In seguito entrò nella United States Air Force, dove continuò a giocare a pallacanestro.
Con gli Stati Uniti, rappresentati nell'occasione dalla squadra della United States Air Force, ha disputato il Campionato del mondo del 1959, vincendo la medaglia d'argento.